# 渡部亮平
渡部 亮平（わたなべ りょうへい、1987年8月10日 - ）は、日本の脚本家、映画監督、CMディレクター。愛媛県東温市出身。

## 経歴
重信町立重信中学校、愛媛県立松山東高等学校を経て、立命館大学経済学部に入学。大学3年時に韓国・延世大学へ1年間の交換留学。その後、シナリオ作家協会シナリオ講座第53期研修科修了。
大学４年時に休学して上京、脚本の勉強を始める。シナリオ作家協会シナリオ講座で1年間学び、修了後はレンタルビデオ店でアルバイトのかたわらコンクールに応募するための脚本を書き続ける日々を過ごす。
2010年1月、第23回シナリオ作家協会大伴昌司賞佳作を受賞。同年5月、毎日放送のドラマ『アザミ嬢のララバイ』第5話脚本(小林弘利と共同)に起用され、脚本家としてデビュー。ヨーロッパ企画SSMF2年連続本選出場、TBS「学生CM甲子園」KAGOME部門最優秀賞&総合グランプリ、2010年に制作したクレイアニメ短篇作品がテレビ朝日『Vドリーム』愛媛グランプリ&全国グランプリ等の実績がある。
若手脚本家の登竜門とされるフジテレビヤングシナリオ大賞に応募した自信作が一次選考で落選したことから、自身の脚本の面白さを伝える手段として、自主映画制作を決意。2012年、『Vドリーム』で獲得した賞金となけなしの貯金を製作資金に投じ、mixiとTwitterでスタッフを募集して、『かしこい狗は、吠えずに笑う』を自ら映画化し完成させる。同作はぴあフィルムフェスティバル「エンタテインメント賞」＆「映画ファン賞」、福岡インディペンデント映画祭2012「120分部門グランプリ」&「FIDFF2012最優秀賞」、 第13回TAMA NEW WAVE 「グランプリ」&「最優秀女優賞」をそれぞれ受賞し、第15回京都国際学生映画祭では入選を果たす。翌2013年6月22日から全国順次公開され、2014年には第23回日本映画プロフェッショナル大賞「新人監督賞」を受賞。
脚本家として活動する一方で、THE DIRECTORS FARMに参加して、映像監督としてCM、PV、映画、ドラマなどの制作に携わる。

## 主な作品

### 映画
- かしこい狗は、吠えずに笑う（2012年） - 監督・脚本・製作・編集
- 3月のライオン（2017年） - 脚本
- ビブリア古書堂の事件手帖 (2018年) - 脚本
- 麻雀放浪記2020（2019年）- 脚本
- 哀愁しんでれら（2021年） - 監督・脚本

### テレビドラマ
- アザミ嬢のララバイ（2010年） - 脚本
- セーラーゾンビ（2014年） - 監督・脚本[注 1]
- 夢を与える（2015年） - シリーズ構成
- 永久就職試験（2015年） - 脚本
- 東京センチメンタル（2016年） - 脚本・監督
- 時をかける少女（2016年） - 脚本
- 黒い十人の女（2016年） - チーフ演出
- 今からあなたを脅迫します（2017年） - 脚本・シリーズ構成
- 名刺ゲーム（2017年） - 脚本
- 地域発ドラマ あったまるユートピア（2018年） - 脚本[4]
- オカンは俺より野球が好き（2019年）- 脚本・監督
- ラッパーに噛まれたらラッパーになるドラマ（2019年）- 脚本
- 私の部下のハルトくん（2020年）- 脚本
- ショート・プログラム（2022年）- 監督・脚本
- 愛の掛け惨（2024年）- 監督・脚本
- 相棒23（2025年）- 脚本

### DVDドラマ
- SF少女ドラマシリーズ「ADS77」（2013年）[注 2] - 脚本

### CM
- NTT docomo
- KDDI au
- 森永 ハイチュウ
- 象印 炎舞炊き/ステンレスマグ
- ローソン
- サントリー
- アサヒビール ブラックニッカ
- so-net
- ゼリア新薬 ヘパリーゼ
- LINE
- 明治

### ミュージックビデオ
- 地球三兄弟 (奥田民生、真心ブラザーズ)「アースの休日」（2012年） - 監督
- OKAMOTO'S「アイアムモモ」（2020年）-監督
- tofubeats 短編映画「ムカチノカチカ」（2020年）-監督

### 舞台
- 舞台・エヴァンゲリオン ビヨンド（2023年）- 上演脚本